# Bulworth
Bulworth is een Amerikaanse komische film uit 1998 van Warren Beatty, die tevens de titelrol speelt.

## Verhaal
Jay Bulworth (Warren Beatty) zit al jaren in de Amerikaanse Senaat voor de Democraten wanneer een jonge, ambitieuze opponent zijn herverkiezing in gevaar dreigt te brengen. Omdat zijn in de jaren 60 en '70 gevormde standpunten niet meer zo in de smaak vallen bij de kiezers, schuift hij wat op richting het midden en staat hij tevens open voor lobby-groeperingen. Ook omdat hij en zijn vrouw elkaar al lang ontrouw zijn, heeft Bulworth geen zin meer in het leven. Hij sluit een hoge levensverzekering af ten gunste van zijn dochter en wil zich daarna laten ombrengen door een huurmoordenaar. Omdat hij niets meer te verliezen heeft, besluit Bulworth gewoon eerlijk te zeggen waar hij voor staat, maar juist die eerlijkheid maakt hem opeens aantrekkelijk voor de media en kiezers. Daarnaast begint hij een affaire met zijn jonge campagnemedewerker Nina (Halle Berry).

## Rolverdeling
| Acteur             | Personage                       | Opmerkingen                           |
| ------------------ | ------------------------------- | ------------------------------------- |
| Warren Beatty      | Senator Jay Bullington Bulworth |                                       |
| Halle Berry        | Nina                            | medewerker van Bulworths campagneteam |
| Christine Baranski | Constance Bulworth              | Jay's echtgenote                      |